# Sobeslav Ier de Bohême
Soběslav Ier Oldřich, né après 1068 et mort le 14 février 1140 à Hostinné, est un prince des Přemyslides, fils du roi Vratislav II de Bohême et de Świętosława de Pologne. Il fut duc de Bohême de 1125 jusqu'à sa mort. Pendant son règne, la situation politique en Bohême s'est de nouveau stabilisée après plus d'un siècle de nombreux conflits au sein de la dynastie.

## Biographie
Soběslav et le plus jeune des fils du duc Vratislav II de Bohême né du deuxième mariage avec Świętosława, fille du duc Casimir Ier de Pologne. En 1085, son père acquiert la dignité royale pour sa fidélité à l'empereur Henri IV. À la suite de sa mort en 1092, ses fils ont commencé le combat pour s'assurer la succession. L'aîné, Bretislav II fut assassiné en 1000 ; son frère cadet Bořivoj II fut expulsé de ses terres en 1107. Soběslav a dû quitter le pays avec lui, après quoi ils ont pris le chemin de l'exil à la cour de Boleslas III Bouche-Torse en Pologne.

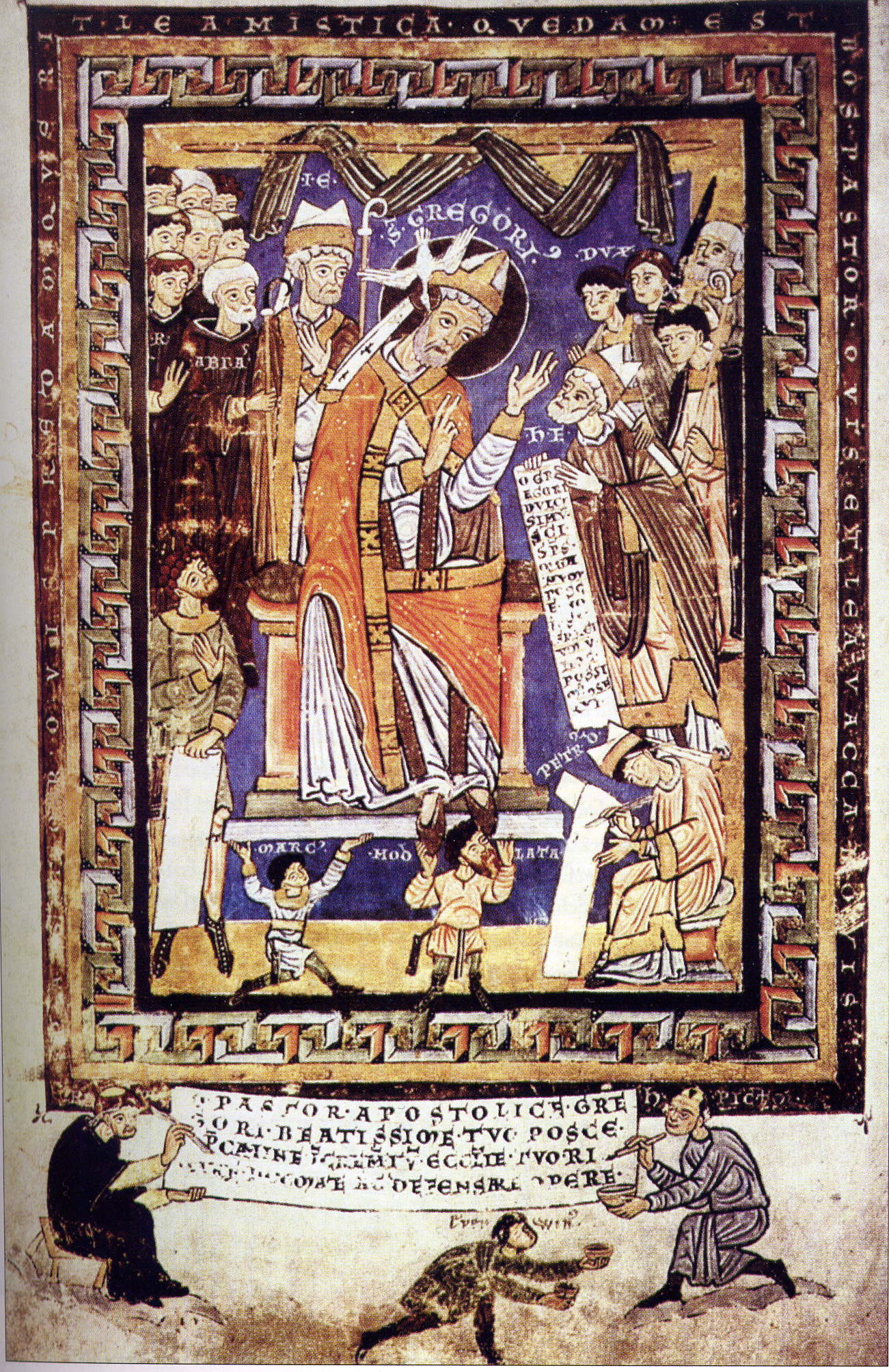
Soběslav Ier (dux) sur la page de garde du bréviaire
Horologium Olomucense (1136).

Retourné, Soběslav reçut de son frère le duc Vladislav Ier de Bohême les principautés de Znojmo (1113) et de Brno (1115) en Moravie. En 1123, des combats opposant les membres de la dynastie ont repris et il a perdu ses domaines de nouveau. L'année suivante, toutefois, Vladislav tombera gravement malade et les frères, par l'intermédiaire de leur mère Świętosława, trouvent un accord. Soběslav parvient finalement au trône à Prague après la mort de Vladislav le 12 avril 1125, en conservant la principauté d'Olomouc en Moravie pendant la majeure partie de son règne.
Soběslav Ier a toujours été un adversaire de l'empereur et son arrivée au trône n'était pas une victoire du pouvoir germanique. Il met de plus à profit les difficultés liées à l'élection de Lothaire de Supplinbourg au roi des Romains en 1125 pour assurer son indépendance. Lorsqu'il décide de retirer au prince  Othon II le Noir un de ses fiefs moraves, le prince spolié eut recours au roi Lothaire pour l'aider à prendre le pouvoir en Bohême car le suzérain ayant déclaré que nul ne pouvait monter sur le trône de Bohême avant d'avoir reçu le pays en fief des mains du roi germanique. Une pareille démarche était en contradiction avec les intérêts de la noblesse tchèque qui soutint Sobelav Ier. Le 18 février 1126, la bataille de Chlumec entre l'armée du duc et les divisions de Lothaire a lieu près de la forteresse frontalière de Chlumec dans les contreforts sud des monts Métallifères. Soběslav remporta la victoire ; son rival Othon II est tué et Lothaire doit accepter l'hommage du duc. À partir de ce moment, les relations entre la Bohême et le Saint-Empire romain prennent la forme de liens féodaux traditionnels.
Le duc ne peut tout d'abord stabiliser sa position dans les pays bohémiens car son neveu Bretislav, fils du duc Břetislav II assassiné en 1100, fait valoir ses droits avec le soutien des princes moraves Conrad II de Znojmo et Vratislav de Brno et peut-être aussi avec l'accord des nobles rassemblés autour de Menhart (Meinhard), l'évêque de Prague. La conspiration qu'il avait ourdie est découverte en juin 1130 ce qui permet à Sobeslav d'éliminer ses adversaires dans le sang et de faire aveugler son rival Bretislav.
Le nouveau roi Conrad III de Hohenstaufen, élu successeur de Lothaire III en 1138, accorde aux ducs de Bohême la dignité héréditaire d'échanson ce qui renforce les liens avec l'Empire. L'année suivante, le duc a arrangé les fiançailles de Henri-Bérenger, fils de Conrad, et Sophie, fille de son beau-frère Béla II, roi de Hongrie. Le règne de Sobeslav Ier qui meurt le 14 février 1140 au château de Hostinev (Hostinné?) voit par ailleurs l'implantation de nombreux colons germaniques en Bohême et en Moravie. À la suite des conflits continuels au sein de la nobilité, son fils Vladislav n'a pas pu lui succeder, contrairement aux engagements du roi Conrad III. À la place, son neveu Vladislav II est nommé duc.

## Famille et descendance
De son mariage en 1123 avec Adélaïde (née vers 1105/07 et morte le 15 septembre 1140), fille du prince Álmos de Hongrie et sœur du roi Béla II, il laissa une fille et quatre fils qui après la mort de leur père entrèrent en conflit avec leur cousin le duc Vladislav II de Bohême :
- Marie (née vers 1124 et morte après 1172), épouse en 1138 Léopold IV de Babenberg, margrave d'Autriche (un demi-frère du roi Conrad III), puis le margrave Hermann III de Bade ;
- Vladislav (mort en 1165) ;
- Soběslav II (né vers 1128 et mort le 29 janvier 1180) , duc de Bohême de 1173 à 1179 ;
- Oldřich (né en 1134 et mort le 18 octobre 1177), prince d'Olomouc de 1174 à 1176 ;
- Venceslas II (Václav) (né vers 1137 et mort en 1192), duc de Brno de 1174 à 1176 et duc d'Olomouc de 1176 à 1179, duc de Bohême de 1191 à sa mort.